# Murray County (Minnesota)
Das Murray County ist ein County im US-amerikanischen Bundesstaat Minnesota. Im Jahr 2020 hatte das County 8179 Einwohner und eine Bevölkerungsdichte von 4,5 Einwohnern pro Quadratkilometer. Der Verwaltungssitz (County Seat) ist Slayton.

## Geografie
Das County liegt im Südwesten von Minnesota, ist im Westen etwa 35 km von South Dakota und im Süden etwa 40 km von Iowa entfernt. Es hat eine Fläche von 1864 Quadratkilometern, wovon 39 Quadratkilometer Wasserfläche sind. An das Murray County grenzen folgende Nachbarcountys:
|                  | Lyon County   | Redwood County    |
| Pipestone County |               | Cottonwood County |
| Rock County      | Nobles County |                   |

## Geschichte
Das Murray County wurde am 23. Mai 1857 aus Teilen des Brown County gebildet. Benannt wurde es nach William Pitt Murray (1825–1910), Abgeordneter im Minnesota - Territorium (1852–1855 und 1857).

## Demografische Daten

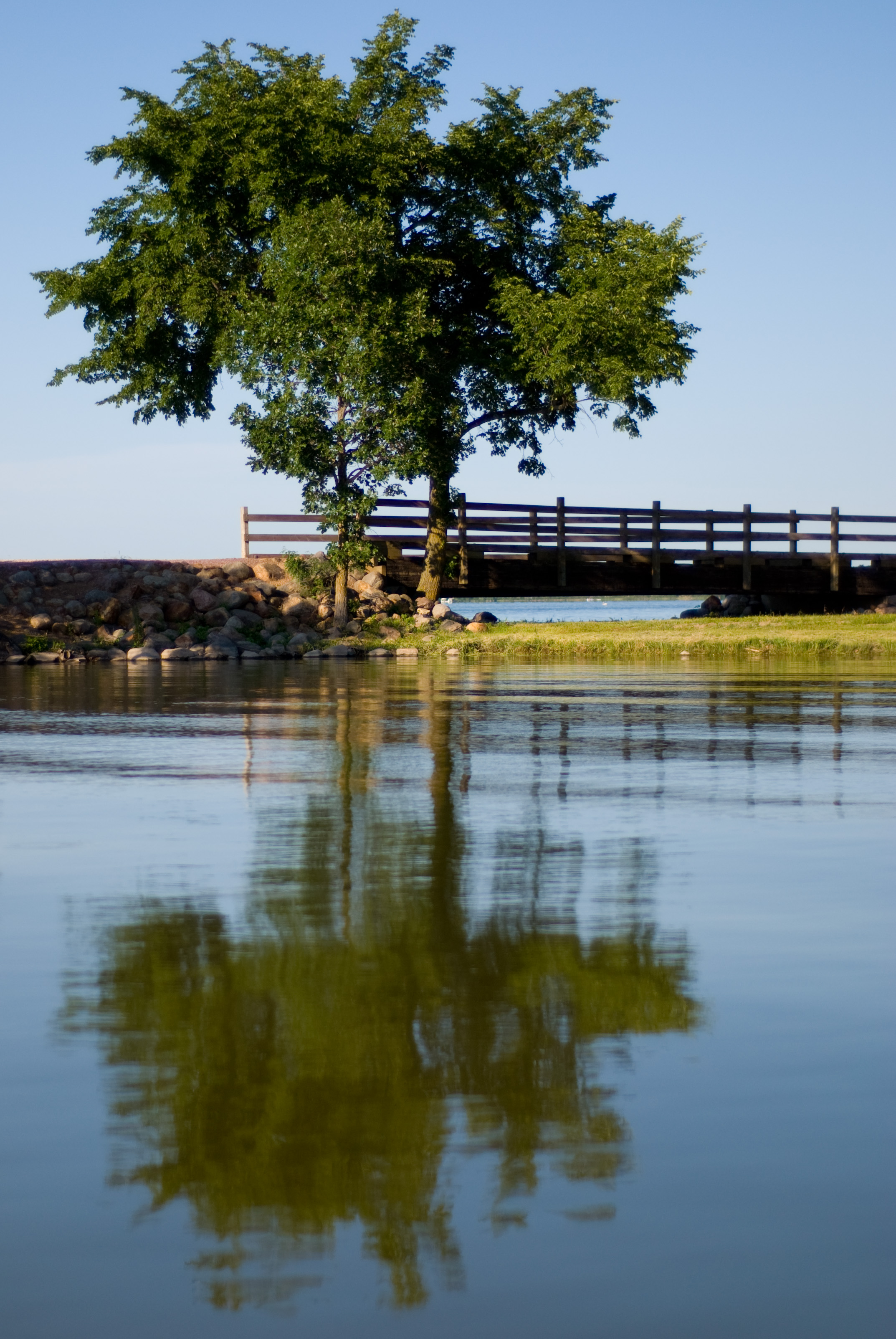
Der Lake Shetek State Park, gelistet im NRHP

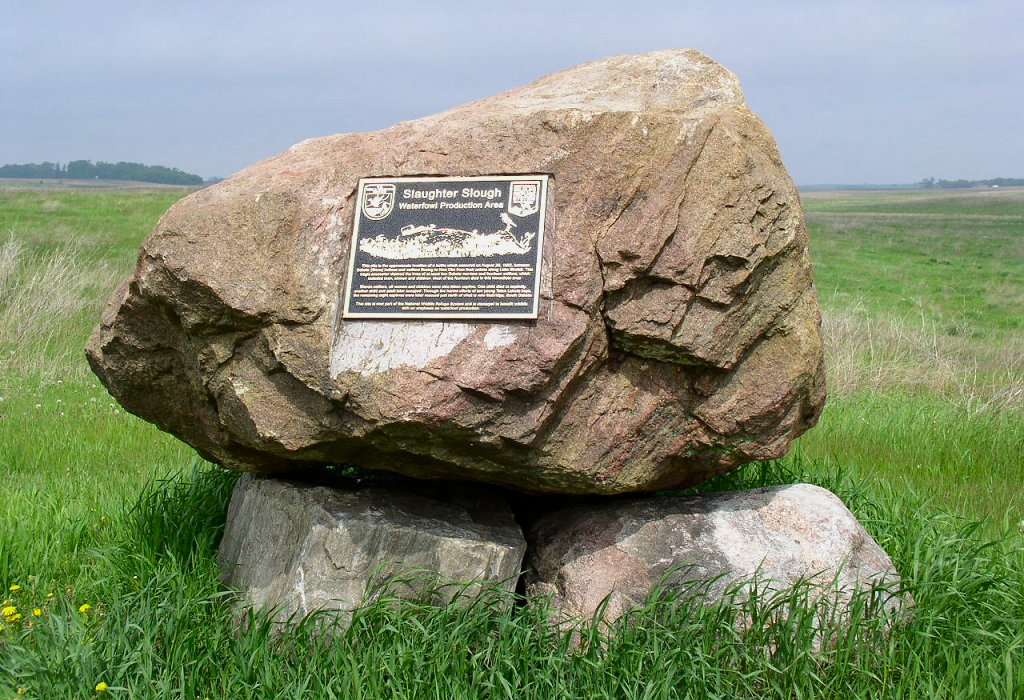
Slaughter Slough Monument

Nach der Volkszählung im Jahr 2010 lebten im Murray County 8725 Menschen in 3914 Haushalten. Die Bevölkerungsdichte betrug 4,8 Einwohner pro Quadratkilometer. In den 3914 Haushalten lebten statistisch je 2,19 Personen.
Ethnisch betrachtet setzte sich die Bevölkerung zusammen aus 97,5 Prozent Weißen, 0,3 Prozent Afroamerikanern, 0,2 Prozent amerikanischen Ureinwohnern, 1,0 Prozent Asiaten sowie aus anderen ethnischen Gruppen; 0,9 Prozent stammten von zwei oder mehr Ethnien ab. Unabhängig von der ethnischen Zugehörigkeit waren 2,9 Prozent der Bevölkerung spanischer oder lateinamerikanischer Abstammung.
21,9 Prozent der Bevölkerung waren unter 18 Jahre alt, 55,5 Prozent waren zwischen 18 und 64 und 22,6 Prozent waren 65 Jahre oder älter. 50,4 Prozent der Bevölkerung war weiblich.

Das jährliche Durchschnittseinkommen eines Haushalts lag bei 47.833 USD. Das Pro-Kopf-Einkommen betrug 25.344 USD. 9,9 Prozent der Einwohner lebten unterhalb der Armutsgrenze.

## Ortschaften im Murray County
Citys
| - Avoca - Chandler - Currie | - Dovray - Fulda - Hadley | - Iona - Lake Wilson - Slayton |

Census-designated place (CDP)
- The Lakes

Unincorporated Communities
- Lime Creek
- Wirock

## Gliederung
Das Murray County ist neben den neun Citys in 20 Townships eingeteilt:
| Township                  | Einwohner (2010) | FIPS     |
| ------------------------- | ---------------- | -------- |
| Belfast Township          | 192              | 27-04708 |
| Bondin Township           | 268              | 27-06922 |
| Cameron Township          | 137              | 27-09460 |
| Chanarambie Township      | 206              | 27-10882 |
| Des Moines River Township | 133              | 27-15778 |
| Dovray Township           | 152              | 27-16318 |
| Ellsborough Township      | 145              | 27-18782 |
| Fenton Township           | 177              | 27-20888 |
| Holly Township            | 127              | 27-29690 |
| Iona Township             | 163              | 27-31112 |

| Township            | Einwohner (2010) | FIPS     |
| ------------------- | ---------------- | -------- |
| Lake Sarah Township | 393              | 27-34892 |
| Leeds Township      | 210              | 27-36260 |
| Lime Lake Township  | 181              | 27-37088 |
| Lowville Township   | 169              | 27-38402 |
| Mason Township      | 299              | 27-40958 |
| Moulton Township    | 206              | 27-44458 |
| Murray Township     | 177              | 27-44854 |
| Shetek Township     | 296              | 27-59764 |
| Skandia Township    | 172              | 27-60628 |
| Slayton Township    | 295              | 27-60826 |